# Aonidiella orientalis
Aonidiella orientalis är en insektsart som först beskrevs av Robert Newstead 1894.  Aonidiella orientalis ingår i släktet Aonidiella och familjen pansarsköldlöss. Inga underarter finns listade i Catalogue of Life.